# Justiciinae
Justiciinae es una subtribu de plantas herbáceas y con flores perteneciente a la familia Acanthaceae. El género tipo es: Justicia L., 1753.

## Géneros
Comprende 31 géneros aceptados:
- Anisostachya Nees, 1847 (61 spp.)
- Anisotes Nees, 1847 (29 spp.)
- Ascotheca Heine, 1966 (1 sp.)
- Asystasia Blume, 1826 (60 sp.)
- Cephalacanthus Lindau, 1905 (1 sp.)
- Clistax Mart., 1829 (3 spp.)
- Dasytropis Urb., 1924 (1 sp.)
- Dianthera L., 1753 (41 spp.)
- Dicladanthera F. Muell. (2 spp.)
- Dichazothece Lindau, 1898 (1 sp.)
- Dicliptera Juss., 1807 (223 spp.)
- Harpochilus Nees, 1847 (3 spp.)
- Hypoestes Sol. ex R.Br., 1810 (138 spp.)
- Justicia L., 1753 (913 spp.)
- Kenyacanthus I.Darbysh. y Kiel, 2019 (1 sp.)
- Megaskepasma Lindau, 1897 (1 sp.)
- Meiosperma Raf., 1838 (6 spp.)
- Metarungia Baden, 1984 (1 sp.)
- Nicoteba Lindau, 1893 (4 spp.)
- Pogonospermum Hochst., 1844 (34 spp.)
- Poikilacanthus Lindau, 1893 (13 spp.)
- Psiloesthes Benoist, 1936 (1 sp.)
- Rhaphidospora Nees, 1832 (8 spp.)
- Rhinacanthus Nees, 1832 (26 spp.)
- Rostellularia Rchb., 1837 (25 spp.)
- Rungia Nees, 1832 (86 spp.)
- Symplectochilus Lindau, 1894 (2 spp.)
- Tabascina Baill., 1891 (1 sp.)
- Trichocalyx Balf.f., 1883 (2 spp.)
- Vavara Benoist, 2022 (1 sp.)
- Xerothamnella C.T.White, 1944 (2 spp.)